# (1175) Margo
Pour les articles homonymes, voir Margo.
(1175) Margo est un astéroïde évoluant dans la ceinture principale, découvert le 17 octobre 1930 par l'astronome allemand Karl Wilhelm Reinmuth depuis l'observatoire du Königstuhl.
Il ne doit pas être confondu avec un autre astéroïde, (1434) Margot.